# Opad wielkoskalowy
Opad wielkoskalowy – rodzaj opadu atmosferycznego występującego na frontach atmosferycznych. Określenie jest używane przez ICM Uniwersytetu Warszawskiego na witrynie pogodowej Polski.
Szerokość strefy opadowej sięga do 300 km, jej długość może dochodzić do 1000 km, niekiedy więcej. Opad wielkoskalowy wypada z chmur nimbostratus albo altostratus w rezultacie wślizgu ciepłego powietrza wzdłuż powierzchni frontowej. Składowa pionowa ruchu powietrza jest rzędu cm/s, natężenie opadu nie zmienia się w czasie, czas trwania opadu jest rzędu godzin – obszar pokryty takim deszczem nie zawiera podobszarów bez deszczu.